# Барбале

Барбале  (груз. ბარბალე)— в грузинській міфології — богиня, що уособлює сонце, покровителька родючості. Барбале в основному шанувалася як покровителька жіночого плодоносному початку.
За народними уявленнями, Барбале забезпечувала достаток продуктів землеробства і скотарства. Її молили про народження дітей, про врожаї та приплід худоби. Головне з присвячених їй свят в давнину збігалося із зимовим сонцестоянням. В обрядах, присвячених Барбале, вживалися предмети, що є символом сонця.
Простежуються лінгвістичні паралелі між ім'ям — Барбале — і позначенням в грузинській мові кола, колеса, блискучого полум'я. В імені Барбале проявляється також формальна і семантична схожість з шумеро-аккадським словом-епітетом bibbirru — блискучий промінь, сяйво.
Барбале шанувалася і як цілителька, що дарує людям зір і виліковує їх від головного болю, віспи та інших хвороб. Але, слід зауважити, що згідно з віруваннями, Барбале також могла насилати на людей лиха, недуги і смерть.